# ظهير الدين المرعشي الآملي
ظهير الدين المرعشي الآملي (بالفارسية: ظهیرالدین مرعشی آملی) كان قائدًا ودبلوماسيًا ومؤرخًا فارسيًا. وهو مؤلف العديد من الكتب عن تاريخ طبرستان. ولد عام 812 هـ (1412 م) وتوفي بعد عام 894 هـ (1489 م). كان من عائلة مرعشي، وهي عائلة سادت طبرستان وسيطرت على المنطقة من أواخر القرن الثامن / الرابع عشر حتى دمجها عباس الأكبر‌ في الدولة الصفوية في 1005 / 1596. ينحدر ظهير الدين من الفرع الرئيس من العائلة المرعشية، فرع كمال الدين بن كيوان الدين. كان يمتلك ولايات في بازركاه في جيلان وكان موظفًا لدى السلطان محمد الثاني من سلالة كار كيا في جيلان ثم من قبل ابنه خليفته ميرزا علي. تم إرساله لحل نزاع عسكري على الخلافة في محافظة رويان [الإنجليزية] المجاورة وقاد حملات أخرى، بما في ذلك حصار نور غير الناجح في 868/1463.